# 大寒药
大寒药（学名：Isotrema feddei）是马兜铃科关木通属的一种植物，是中国的特有植物。分布于中国云南。
叶片琴状倒披针形，上部最宽，苞片披针形。